# فرودگاه استیجاری اوان پارک
فرودگاه ایون پارک ایگزکیتیو (به انگلیسی: Avon Park Executive Airport) یک فرودگاه همگانی بهره‌برداری هوایی با کد یاتا AVO است که یک باند فرود آسفالت دارد و طول باند آن ۱۶۳۸ متر است. این فرودگاه در کشور ایالات متحده آمریکا قرار دارد و در ارتفاع ۴۹ متری از سطح دریا واقع شده‌است.